# 阿波村 (岡山県)
阿波村（あばそん）は、かつて岡山県の北部（苫田郡）に位置し鳥取県と境を接していた村である。現在は津山市に編入され津山市阿波地区となり、旧阿波村役場は津山市役所阿波出張所となっている。新しい情報については津山市阿波地区の項目を参照。

## 地理
村域の大半が山林であり、主産業は農業・林業である。過疎化が進み、人口は県下最少であった。

## 歴史
- 1872年（明治5年） - 西下組・東下組・大畑組・尾所組・大杉組の5部落が合併し旧・阿波村となる。
- 1889年（明治22年） - 町村制施行により阿波村となる。
- 1947年（昭和22年）12月10日 - 戦後、村内でも開拓が進められる中、県内に昭和天皇の戦後巡幸があった。黒岩高原開拓団長が「寒冷地の開拓」について昭和天皇に奏上する機会を得た[1]。
- 2005年（平成17年）2月28日 - 苫田郡加茂町、久米郡久米町、勝田郡勝北町とともに津山市に編入される。

## 教育
- 阿波村立阿波小学校（津山市立阿波小学校）※2014年に閉校[2]

村内に中学校はなく、中学生は隣の加茂町内に存する加茂町阿波村組合立加茂中学校（現・津山市立加茂中学校）に通学していた。

## 交通

### 鉄道
村内に鉄道路線は通っていない。鉄道を利用する場合の最寄り駅は、JR西日本因美線美作河井駅。

### 路線バス
- 阿波村営バス

### 道路
- 町内を通る県道 - いずれも県境に未開通区間がある。
  - 岡山県道117号鱒返余戸線
  - 岡山県道118号加茂用瀬線
  - 鳥取県道303号大高下口波多線（起点は岡山県側にあるが鳥取県道単独路線で、岡山県側は未供用であり、岡山県道にも未認定[3]）

## 名所・旧跡・観光スポット・祭事・催事
- 布滝